# Lo Civadal
Lo Civadal és una partida rural del terme municipal de Conca de Dalt, a l'antic terme d'Hortoneda de la Conca, al Pallars Jussà, en territori que havia estat del poble de Vilanoveta.
Està situat al sud-est de Pessonada i al nord de Vilanoveta, als peus de la cinglera de Pessonada. La pista rural que ressegueix la vall del riu de Carreu travessa lo Civadal. És una petita plana inclinada on es conreava la civada, d'on el nom del lloc.
Aquesta partida consta d'11,1940 hectàrees de conreus de secà, ametllerars i pastures, amb zones de matolls, bosquina i improductives.